# 息栖神社

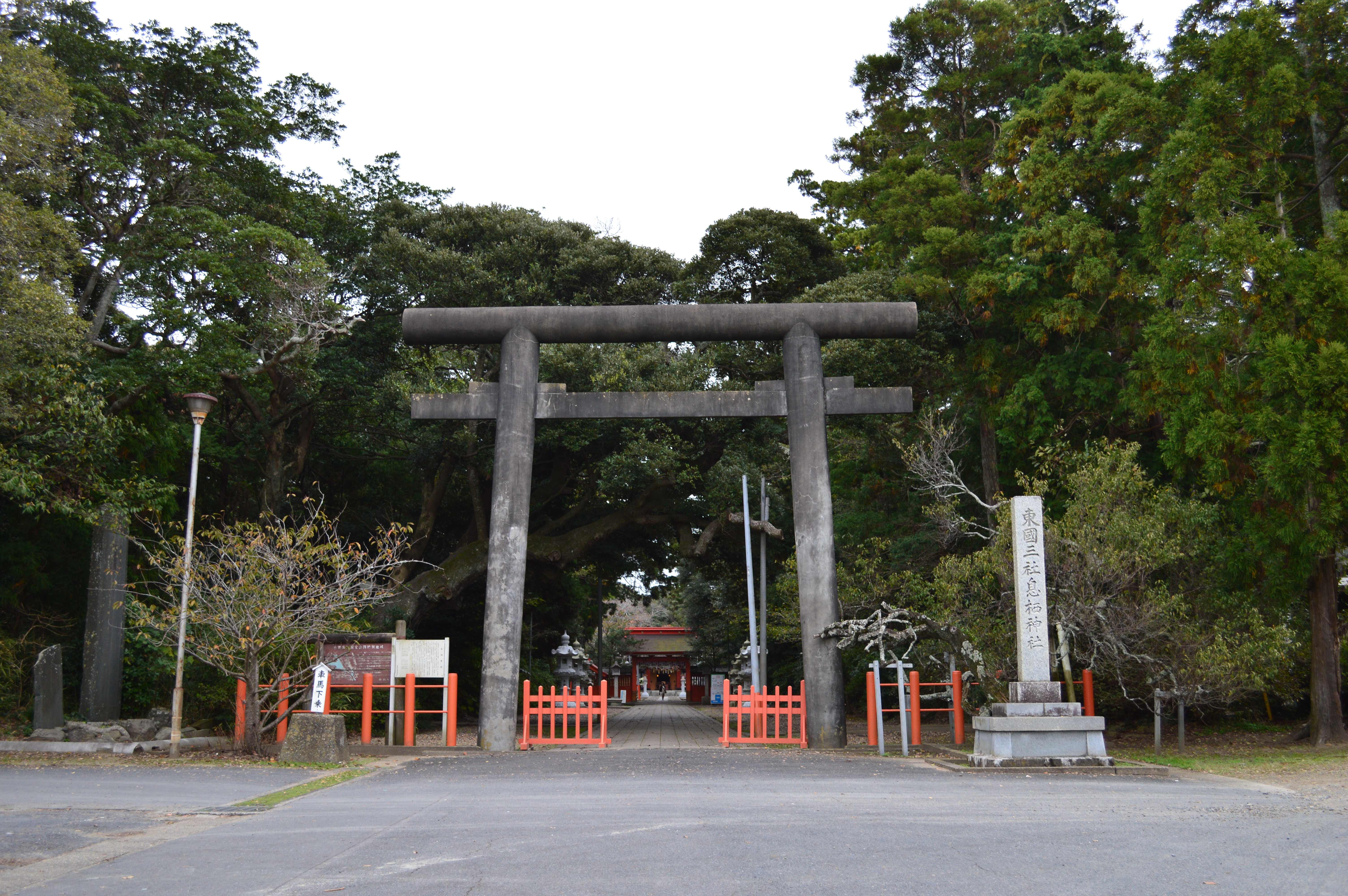
二の鳥居

息栖神社（いきすじんじゃ）は、茨城県神栖市息栖にある神社。国史見在社で、旧社格は県社。
茨城県鹿嶋市の鹿島神宮、千葉県香取市の香取神宮とともに東国三社の一社である。

## 祭神
主祭神
- 久那戸神（くなどのかみ、岐神）[1]

社伝では、鹿島神・香取神による葦原中国平定において、東国への先導にあたった神という。
相殿神
- 天鳥船命（あめのとりふねのみこと）

『古事記』では、建御雷神の副神として葦原中国平定に赴いたと記される。
- 住吉三神（すみよしさんしん）

上筒男神、中筒男神、底筒男神の3柱の総称。
なお江戸時代の文書では、主神を気吹戸主神とする説もある。

## 歴史

### 創建
社伝では、第15代応神天皇の代に日川の地（にっかわ。現：神栖市日川）に創建されたという。その後大同2年（807年）4月13日、藤原内麻呂によって現在地に移転したと伝える。
当社の名称について『日本三代実録』では「於岐都説神」と記される。また元亨元年（1321年）の古文書で「おきすのやしろ」と記されるように、当社は「おきす」と呼ばれていた。この「おきつせ・おきす=沖洲」という古称から、香取海に浮かぶ沖洲に祀られた神であると考えられている。祭神が久那戸神（岐神）・天鳥船命であることからも水上交通の神であることが示唆され、鹿島・香取同様に東国開発の一拠点であったという見方もある。

### 概史
国史では、『日本三代実録』において仁和元年（885年）に「於岐都説神」が正六位上から従五位下に叙されたという記事が見える。この「於岐都説神」は当社を指すものとされるが、『延喜式神名帳』には記載がないため、いわゆる国史見在社にあたる。
当社は古くから香取神宮・鹿島神宮と並んで「東国三社」と称されたといわれる。ただし地理的な関係から鹿島神宮の影響が強く、当社は同宮の摂社とみなされていた。鎌倉時代の『鹿島社例伝記』や室町時代の『鹿島宮年中行事』から、鹿島神宮と当社の密接な関係性が指摘される。また当社は朝廷からの崇敬を受け、元寇の際にも国家安泰を祈願するために勅使が派遣されたという。
江戸時代には徳川家の崇敬が篤く、慶長9年（1604年）に鹿島神宮領から14石が給された。またこの時代には、「下三宮参り」と称して関東以北の人々が伊勢神宮参拝後に東国三社を巡拝する慣習があったという。参拝客が利用する息栖の河岸は利根川水運の拠点として江戸時代から大正時代まで栄えたという。
明治維新直後の明治元年（1868年）と明治4年（1871年）には当社に勅使が派遣された。明治10年（1877年）、独立した神社として近代社格制度において県社に列した。

### 神階
- 仁和元年（885年）3月10日、正六位上から従五位下 （『日本三代実録』） - 表記は「於岐都説神」。

## 境内

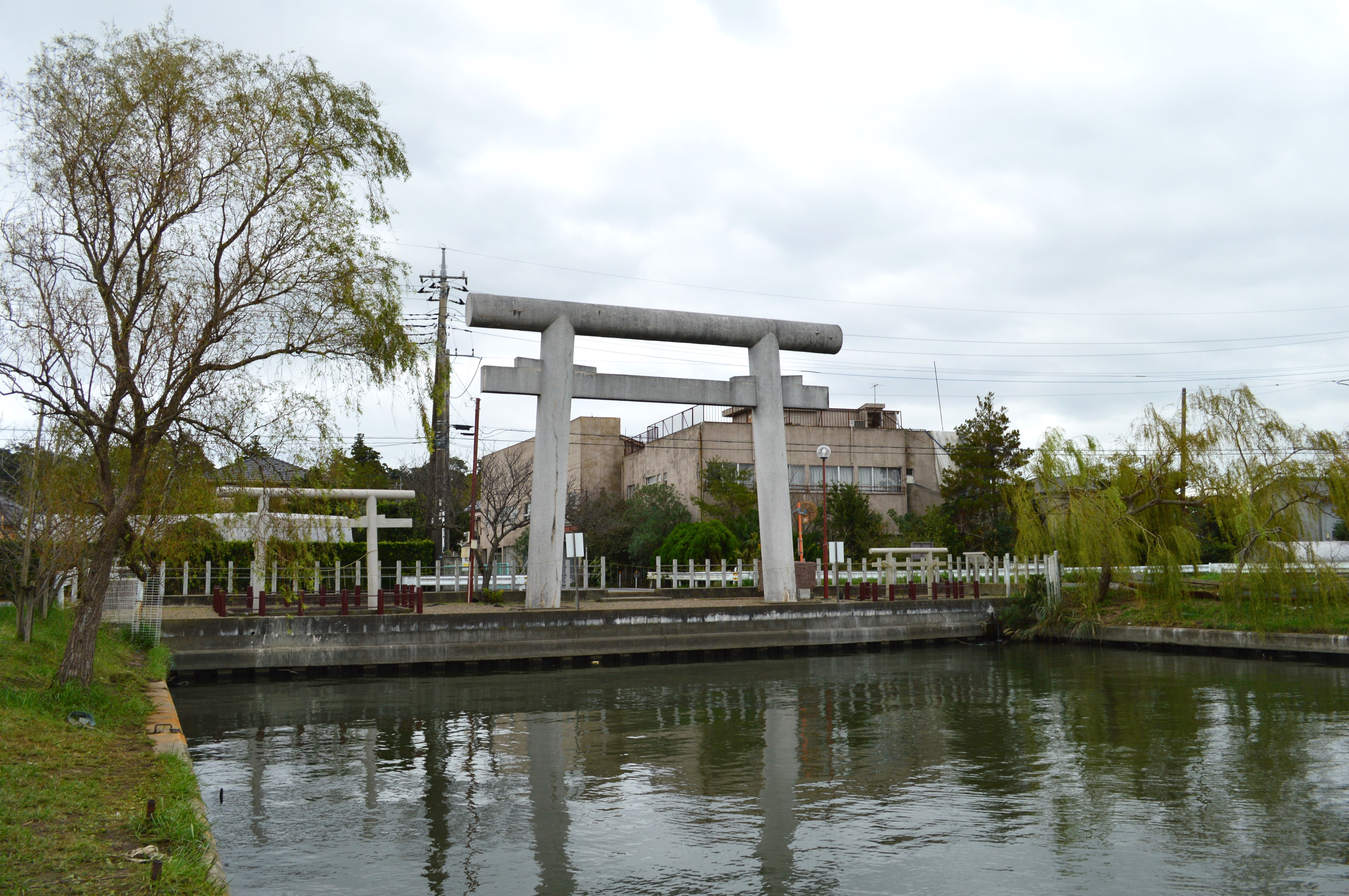
一の鳥居
左右には忍潮井。

社殿は戦後の昭和35年（1960年）に火災で焼失した。焼失した社殿は享保7年（1722年）造営で、華麗なものであったという。現在の社殿は、3年後の昭和38年（1963年）の再建のものである。鉄筋コンクリート造りで本殿・幣殿・拝殿からなる。神門は弘化4年（1847年）の造営時のもので、焼失を免れている。
一の鳥居の両側には「忍潮井（おしおい）」と呼ばれる2つの井戸があり、「日本三霊泉」の1つという。社伝では神功皇后3年に造られたとし、日川からの移転に際して後から自力でついてきたという。井戸はそれぞれ「男瓶」「女瓶」という名の2つの土器から水が湧き出ているが、現在の井戸は昭和48年（1973年）5月に河川改修のため移転している。

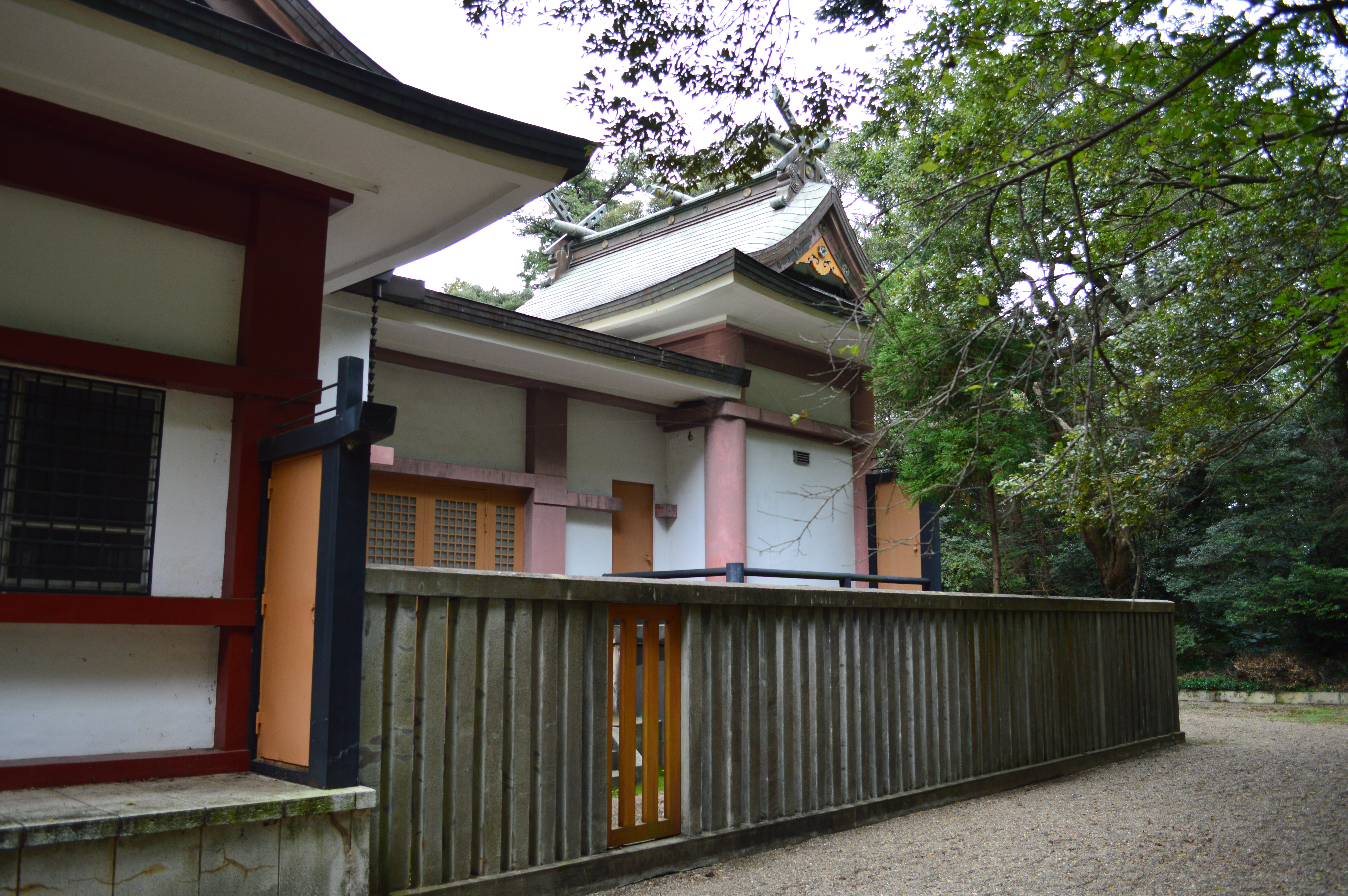
本殿
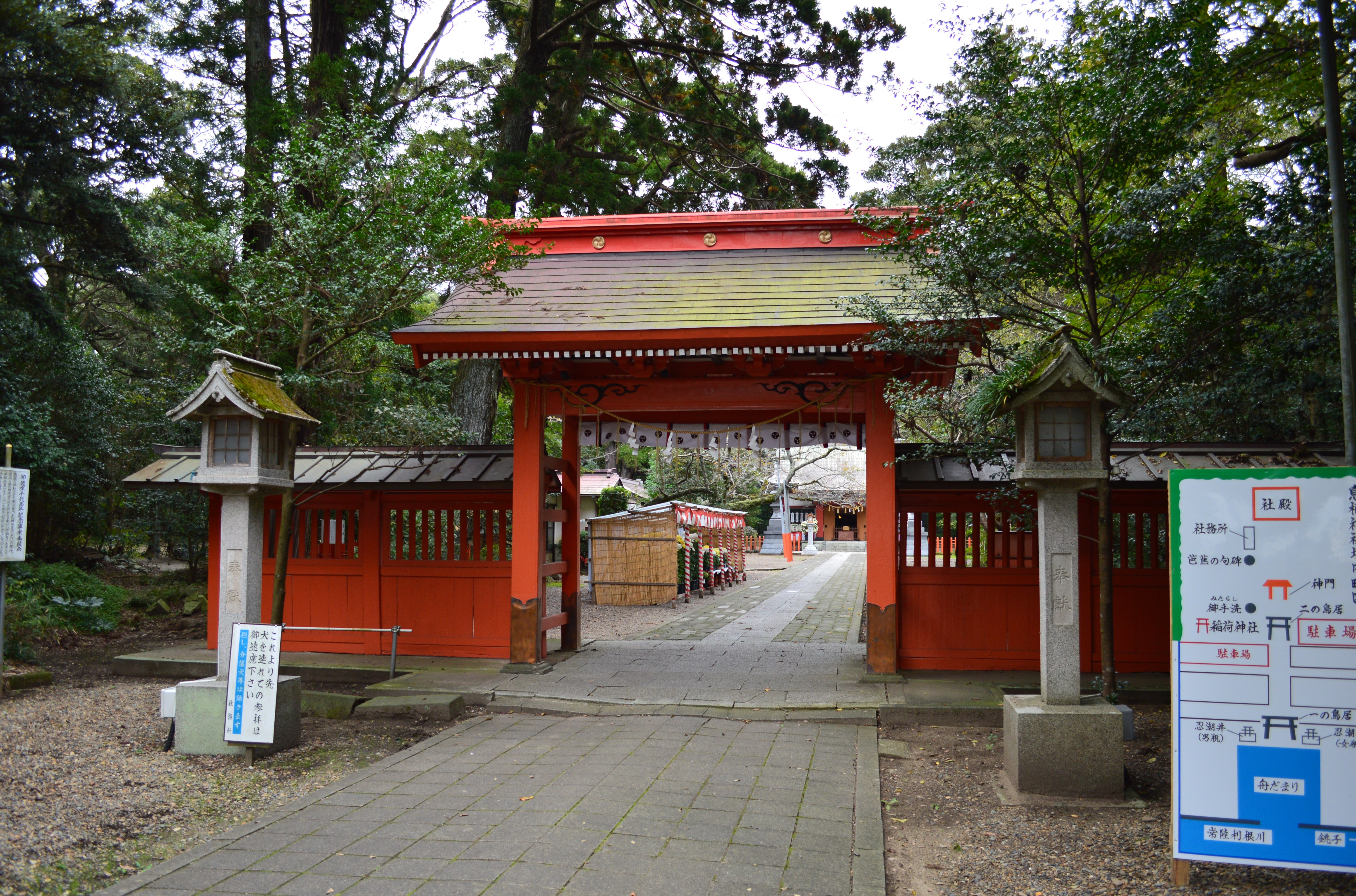
神門
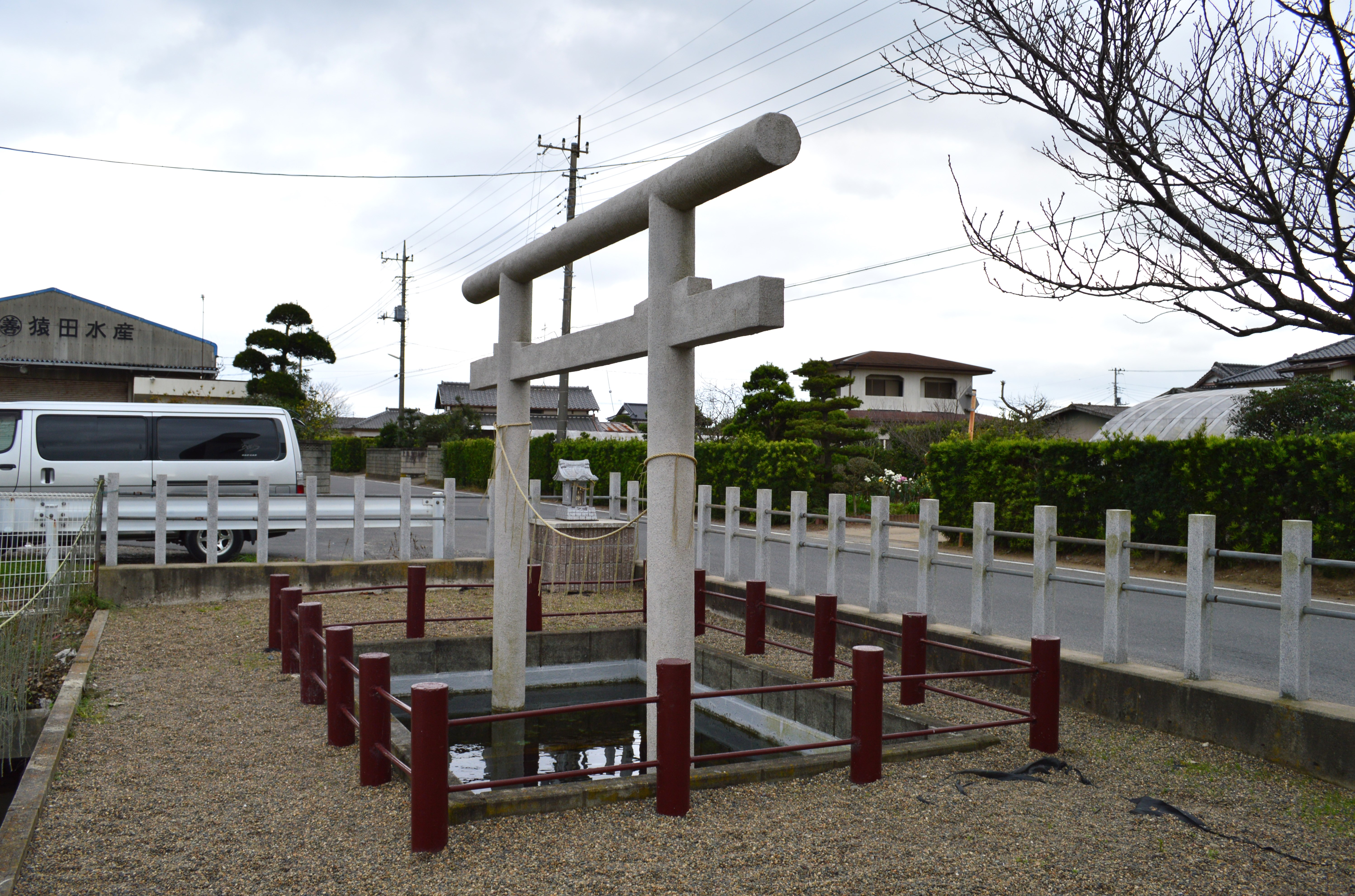
忍潮井（男瓶）
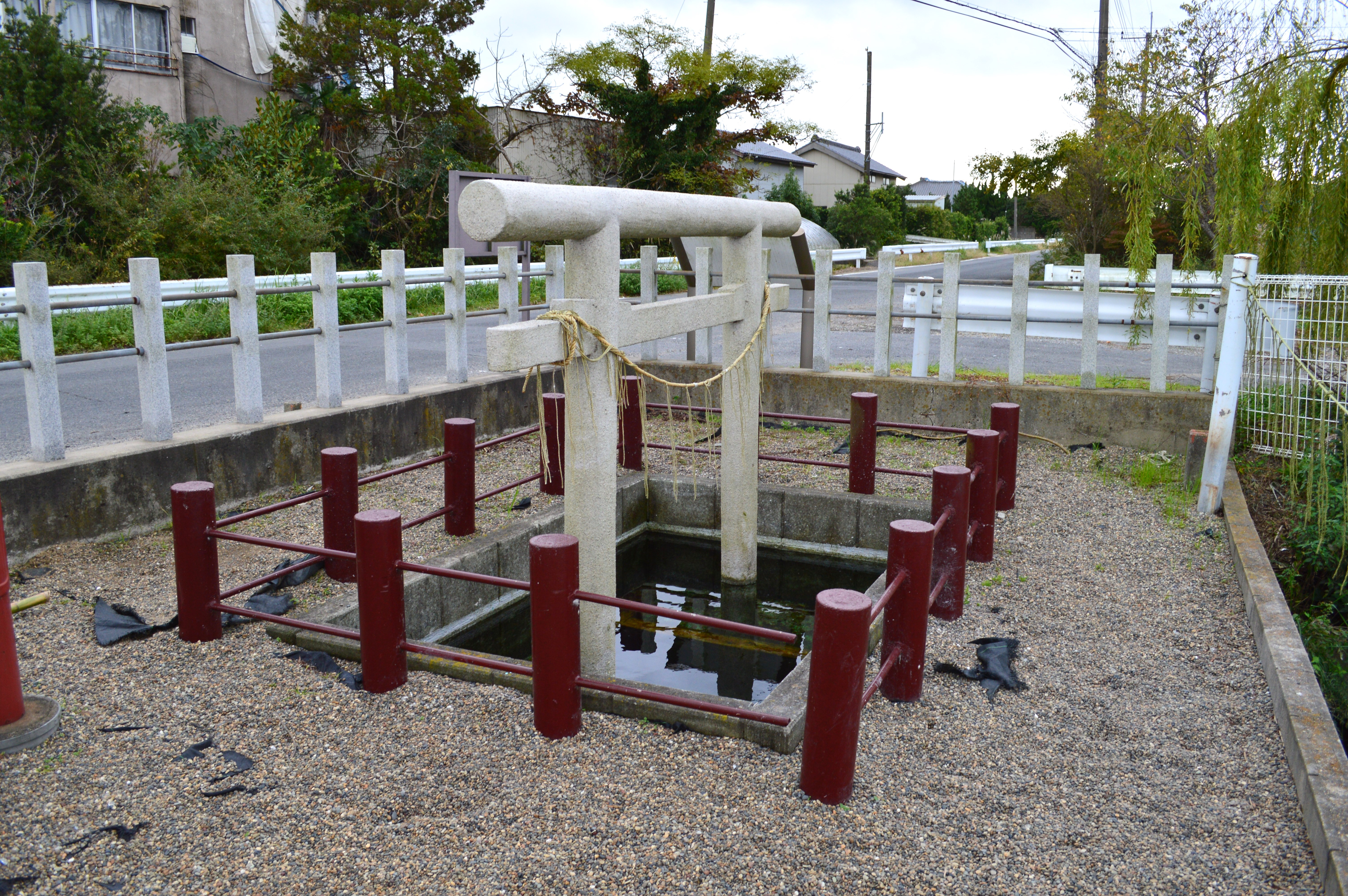
忍潮井（女瓶）

## 摂末社
- 4柱合祀社
  - 鹿島神社、伊邪那岐神社、高房神社、奥宮
- 5柱合祀社
  - 香取神社、手子后神社、八龍神社、江神社、若宮
- 稲荷神社

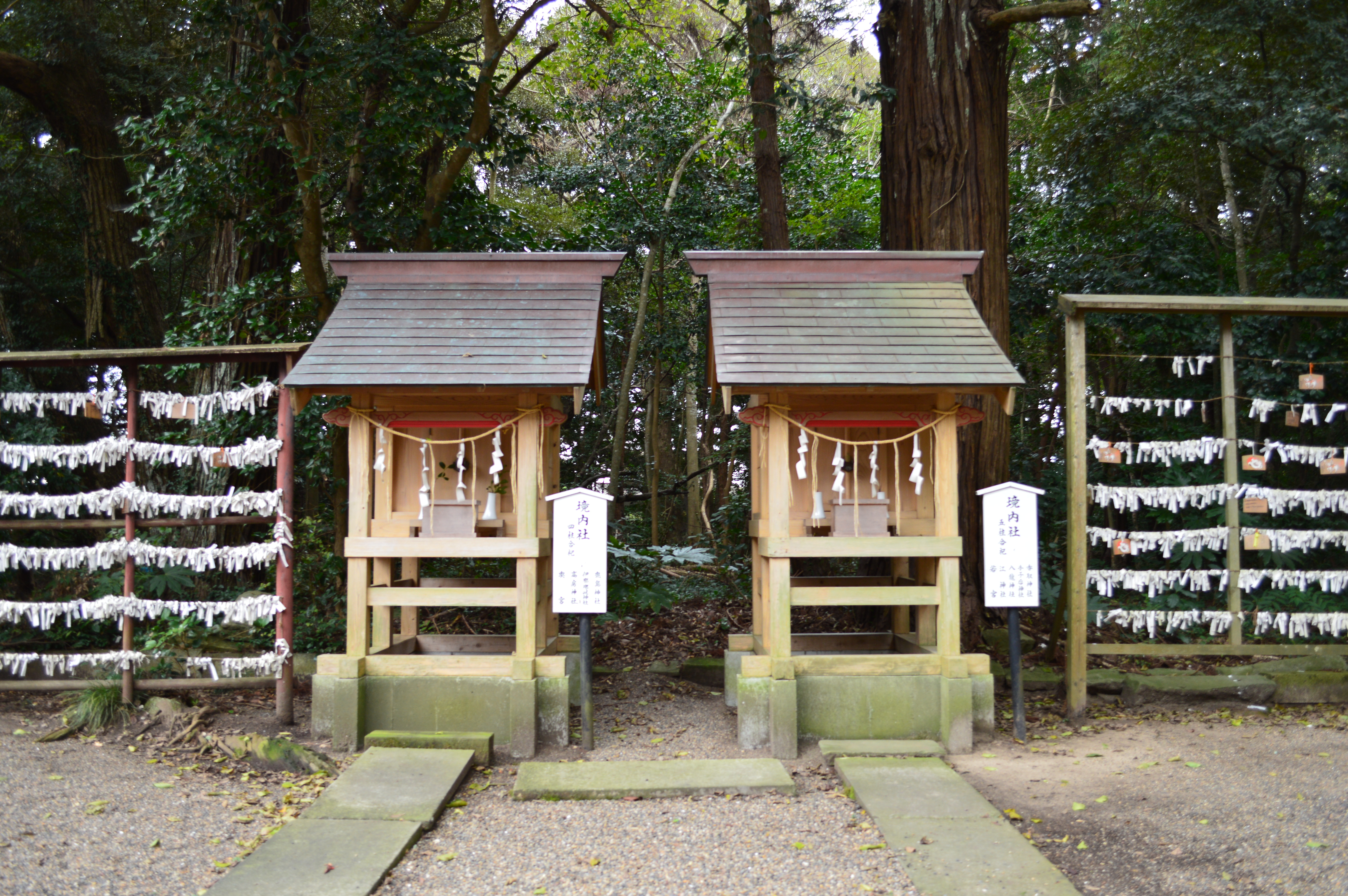
4柱合祀社（左）と5柱合祀社（右）
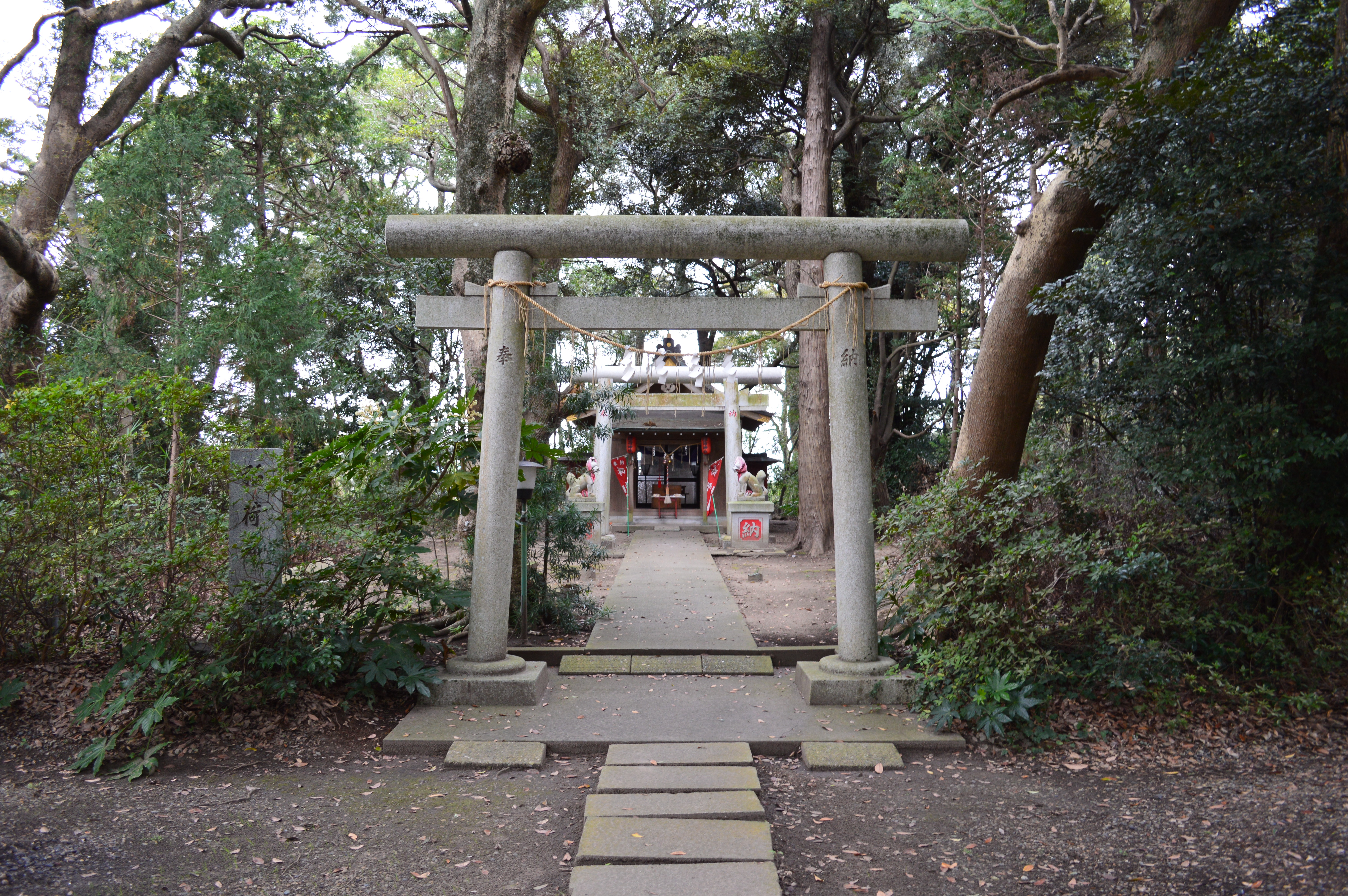
稲荷神社

## 祭事
- 元旦祭 （1月1日）[7]
- 白馬祭 （1月7日）
- 節分祭 （2月節分）
- 祈年祭 （3月6日）
- 例大祭 （4月13日）
- 境内社祭 （5月3日）
- 大祓（みそぎ祭） （6月30日）
- 風祭 （8月27日）
- 秋祭 （11月23日）
- 献穀祭 （12月3日）
- 大祓 （12月31日）

## 現地情報
所在地
- 茨城県神栖市息栖2882

交通アクセス
- バス
  - 高速バス・路線バスで「鹿島セントラルホテル」バス停下車 （下車後徒歩約30分）
  - 神栖市コミュニティバスで「息栖神社」バス停下車（本数少）
- 車（タクシー）
  - 東日本旅客鉄道（JR東日本）小見川駅・潮来駅・鹿島神宮駅から約20分